# Algar-Flynn-Oyamada-Reaktion
Die Algar-Flynn-Oyamada-Reaktion ist eine chemische Reaktion aus dem Bereich der Organischen Chemie. Sie dient der Synthese von Flavonolen (Derivaten der Flavone mit einer zusätzlichen Hydroxygruppe) aus Chalkonen. Die Reaktion verläuft unter oxidierenden Bedingungen in basischen Milieu mit Wasserstoffperoxid als Oxidationsmittel.

## Mechanismus
Es sind mehrere Mechanismen zur Erklärung der Reaktion möglich, welchem die Reaktion jedoch folgt wurde bisher nicht aufgeklärt. Bekannt ist, dass ein zweistufiger Mechanismus vorliegt, in dem zunächst ein Dihydroflavonol gebildet wird, welches anschließend zum Flavonol oxidiert wird. Ausgeschlossen werden können jene Mechanismen, welche über ein epoxidisches Zwischenprodukt laufen, das durch die Oxidation der Doppelbindung mit Wasserstoffperoxid in einer Weitz-Scheffer-Epoxidierung gebildet werden kann. Als wahrscheinliche Mechanismen ergeben sich somit zwei Möglichkeiten:
- Der nukleophile Angriff des durch Base gebildeten Phenolats an der Doppelbindung unter direktem Angriff am Wasserstoffperoxid.
- Nukleophiler Angriff des Phenolats unter Bildung eines Enolats, welches anschließend am Wasserstoffperoxid angreift.